# Milenci a vrazi
Milenci a vrazi je román českého spisovatele Vladimíra Párala z roku 1969 s podtitulem Magazín ukájení před rokem 2000, jenž kombinuje prvky postmoderny a neorealismu[zdroj?]. Román získal pozitivní kritiku (například od Josefa Škvoreckého)[zdroj?], ale brzy po vydání byl zakázán a na dvě desetiletí se stal trezorovým románem. Jedná se o čtvrtý díl Páralovy „černé pentalogie“, jejímiž předchozími díly jsou Veletrh splněných přání, Soukromá vichřice, Katapult a posledním Profesionální žena. Román obsahuje celou řadu referencí, například na dílo Červený a černý od Stendhala či na biblické příběhy.
Jedním z nosných témat příběhu je soupeření „červených“ s „modrými“. Červenými jsou míněni lidé nižšího postavení, kteří se snaží šplhat vzhůru po společenském žebříčku. Naopak modří jsou materiálně zajištění lidé ve vysokých funkcích, kteří pro svůj blahobyt často ztrácejí smysl života. Vracejícím se motivem je v knize boj o vodu — vodovodní potrubí v domě č. p. 2000 má nízký tlak a tak když se v jednom bytě sprchují, nemají ostatní obyvatelé ani tekoucí pitnou vodu, viz sekci Ukázky. Dalším opakujícím se tématem je nedostatek bytů — Tušlovi se snaží za každou cenu dostat od podniku byt nový a například Borek nejprve bydlí sám v pětimístné místnosti, aby z ní byl montéry vystrnaděn do suterénu a posléze přesídlil do druhého patra k Alexi Serafinovi.
Kapitoly jsou povětšinou střídavě pojmenovány Dobyvatelé a Obležení, z nichž ty první pojednávají o „červených“, ty druhé o „modrých“, a tu a tam jsou kapitoly proložené medailonky jednotlivých hlavních postav nadepsané Kdo je kdo. Do předělů mezi kapitolami jsou vloženy úryvky z novinových článků, zdánlivě s tématem textu nesouvisejících. Některé vypjaté pasáže jsou psány v rychlém sledu, kurzívou a bez interpunkce. Dynamika vyprávění je dále umocněna překotným střídáním mluvčích — i v rámci jediné věty se občas změní vypravěč z jedné postavy na druhou. . Pro zdůraznění rozdílů mezi jednotlivými postavami či naopak pro podtržení jejich mnohých podobností se v knize opakují téměř totožné pasáže textu, vložené vždy do kontextu dané postavy — viz např. pasáž o defloraci v sekci Ukázky.

## Děj

### Osazenstvo domu č. p. 2000
Hlavním dějištěm románu je dům č. p. 2000 v Ústí nad Labem, jehož obyvatelé povětšinou pracují ve fiktivní ústecké chemičce Kotex. V přízemní pětilůžkové místnosti, „montércimře“, bydlí už druhým rokem mladý inženýr Borek Trojan, jenž se marně snaží navázat intimní vztah se svými vrstevnicemi. V prvním patře obývá útulně zařízený byt rodina Gráfů — ředitel Kotexu Evžen Gráf, jeho mladá manželka Zita a jejich náctiletý syn Roman, třídní outsider. Coby jediní v domě mají dostatek tekoucí vody, což vyvolává vlny nevole u ostatních obyvatel domu. O patro výš pak přebývá v malém bytečku mladý pár Tušlových — Bogan Tušl se svou těhotnou manželkou Jolanou —, kteří se u vedení Kotexu domáhají nároku na větší byt. Na tomtéž patře dále bydlí Julda, Alex a Madda Serafinovi, sourozenci velmi rozdílného věku a povah. Madda je mladá překrásná dívka lehkých mravů, Julda bohabojný muž středního věku bez ambicí a jen o málo mladší Alex je cynik a vysoce vzdělaný elektrikář s konexemi, jenž se neštítí vzít si ženu bez souhlasu.
Do montércimry se dočasně nastěhuje skupina montérů dělající ohromný rámus a vedoucí velmi bohémský život. Tichým obyvatelem přízemí je i starý Teo, původní vlastník domu, který tráví veškerý svůj čas na vystlané posteli a pozoruje okolí zpoza zaběleného okna. Karel Milota upozorňuje na alegoričnost postav ve smyslu Joyceho Odyssea, kdy „Bůh vystupuje jako starý Teo, … jeho syn Iša je Ježíš … zpustlá Madda je zřejmě kající hříšnice Magdaléna … a veskrze lidské řádění čtveřice montérů je líčeno tak obludně a nelidsky, že nápadně připomíná čtyři jezdce z Apokalypsy.“

### Zitina nevěra a vražda Juldy
Zitu Gráfovou ubíjí stereotyp všedního dne po boku stárnoucího, ostatně o dvacet let staršího, muže Evžena. Oddává se alkoholu a spolu s Evženem pobírá tabletky na uklidnění. Z letargie ji vytrhávají jen myšlenky na Borka Trojana, jež se rozvinou do nefalšované lásky, záhy Borkem opětované. Zita si začne chudého Borka vydržovat prvotřídním šatstvem a pitím a dlouhé chvíle spolu tráví na Gráfových soukromé chatě. Manželčina čím dál okatější nevěra je Evženem nesena nelibě, leč s klidem.
Tušlovi konečně od ředitele Kotexu Gráfa održí nový byt. Výměnou za to však musí svůj dosavadní byt učinit neobyvatelným. Zabední tak okna, vytrhají elektroinstalaci a na podlahu umístí svařený kříž z kolejnic. Do vyprázdněného bytu se nicméně i přes zákaz nedlouho poté z montércimry přestěhují Alex Serafin s Borkem. Alex se začne dvořit závodní lékařce Dáše Zíbrtové, jíž svede a začne manipulovat. Dáša snáší Alexovo bití a urážky a nechá se zneužívat k domácím pracím. Chvíli se zdá, že se Dáše s Juldovou pomocí podaří vymanit z toxického vztahu s Alexem a najít smysl života v pomoci druhým. Tato snaha však ztroskotá.
Madda a Alex jsou Juldou přistiženi při incestu, následkem čehož si Julda na Gráfových vyprosí azyl pro svou sestru a Madda se tak nastěhuje do rodiny ředitele. Tam si počíná velmi nenuceně — zneužívá nabízeného pohostinství, jí horentní množství jídla, bez dovolení nosí Zitino šatstvo, rozprodává předměty z domácnosti a svede Romana, který se do ní bláznivě zamiluje. Maddin pobyt u Gráfových končí ve chvíli, kdy jsou s Alexem přistiženi při demolování bytu. Od té doby bydlí Madda opět ve skromném bytečku. Romanovi se vyhýbá — vztah s ním jí již začíná nudit a dochází za montérem Oldou, se kterým má poprvé v životě orgasmus. Roman z konce jejich vztahu mylně viní Juldu a v zoufalství ze ztráty Maddy ho zabije, načež jde na sedm let do vězení.

### Borek mezi dvěma ženami
Smrt Juldy se překrývá s příchodem mladé laborantky Jany Rybářové, rázné dívky sportovní postavy a pevných zásad, která začne sdílet byt s Maddou. Jana si udržuje panenství pro toho pravého a spřádá plány na převzetí Borka. Ten mezitím vnímá Janino vstřícné chování a je mu čím dál důrazněji naznačováno v práci, ať se manželky ředitele zřekne. Zločin vlastního syna a šikanózní chování Jany Rybářové na Zitu těžce dopadá. Vrcholu situace dostoupí ve chvíli, kdy se Borek se Zitou rozejde. Její reakce je zdánlivě klidná, večer na bytě se však opije, vyspí se se třemi montéry z montércimry a hned poté se oběsí na Borkově opasku. Od této chvíle Gráfovi z vyprávění mizí a hlavními postavami děje se stává Borek, truchlící nad ztrátou Zity, a Jana, jež nemá pro Zitu ani po její smrti pochopení. Borek s Janou zanedlouho propadají vášnivé lásce, krátce na to se berou a narodí se jim dcera Yveta.

### Dvacet let soužití Borka a Jany
V této chvíli dostává děj spád a krátce shrnuje dvacet let společného soužití rodiny Trojanových. Borek se během let sérií intrik vypracuje až na pozici ředitele Kotexu a Jana coby manželka ředitele obsadí jejímu statusu odpovídající místo v krajském výboru československo-sovětského přátelství. Pět let po svatbě začne Borek Janu podvádět s mladou Niky. Se zahanbením se nakonec vrací domů, trvá však ještě dlouho, než si oba manželé k sobě opět najdou cestu. Z dcery Yvety vyrůstá mladá dívka, která pro nedostatek pozornosti od časově vytížených rodičů nalézá zálibu v objevování vlastního těla a vztazích s muži. Po dvaceti letech láska ze vztahu Trojanových vyprchala a způsobem života se nyní Trojanovi velmi podobají někdejší rodině Gráfů, po nichž převzali útulný byt v prvním patře domu č. p. 2000. Trojanovi si pořizují automobil a plachetnici a od stařičkého Evžena Gráfa navíc odkupují i chatu u řeky.
V domě č. p. 2000 zatím bydlí nová generace červených, kteří se, podobně jako Borek před dvaceti lety, snaží dostat nahoru do kasty modrých. Madda Serafinová je profesionální vydržovaná prostitutka, Alex Serafin zůstává na svém místečku elektrikáře a Dáša Zíbrtová je zredukována na úroveň Alexem okrádané a týrané služky. Bogan Tušl se vypracoval na generálního ředitele sídlícího v Praze, se kterým po počátečních neshodách udržuje Borek vřelé vztahy. Borek předčasně zestárl a práci ředitele vykonává spíše symbolicky. Jeho slabosti se snaží využít nová generace mladých zaměstnanců s cílem Borka sesadit. Ten si ještě naposled užije pocit moci, když jednoho z předáků odporu vyhodí z podniku, a posléze požádá o druhořadé pracovní místo na ústředí v Praze u Tušla. Mezitím si s Borkem začne aférku jeho nová mladičká sekretářka Broňa s vidinou materiálního prospěchu. Nevěra vypluje na povrch, Jana však již jen apaticky přihlíží a manželova nevěra se jí již nijak nedotýká. I přes varování své lékařky Dáši Zíbrtové udržuje Borek milostný vztah s Broňou a umírá předčasně na srdeční selhání v důsledku celkového vyčerpání.

## Ukázky
Pro zdůraznění rozdílů mezi životními podmínkami červených a modrých je často užito motivu s netekoucí vodou:
Do Alexova chrápání zazněl zdola jemný stříbrný zvuk, jako déšť přicházející z dálky… voda. Madda se svlékla a roztočila naplno kohoutek nad výlevkou: pár rezavých kapek, zachrčení a dost. (V domě máme nízký tlak a do druhýho patra dochází voda už jen po troškách, a když se šlechta v prvním patře sprchuje –) Madda si obula Alexovy těžké vibramky a zběsile dupala na podlahu, copak je už i ta voda jen pro ty hajzly v prvním patře –
V. Páral, Milenci a vrazi, str. 38
V textu se opakují velmi podobné pasáže při popisu různých postav. Jako příklad uveďme úryvky z medailonků Maddy Serafinové, Zity Gráfové, Broni Berkové a Yvety Trojanové:
Při defloraci mladým, hezkým ženatým řezníkem cítila Madda jen bolest a strach před otěhotněním. Řezník jí hned po aktu podepsal propustku k zubaři, protože se lekl její náhlé bledosti, [...]
V. Páral, Milenci a vrazi, str. 27
Při defloraci mladým hezkým doktorem Evženem Gráfem cítila Zita jen bolest a strach před otěhotněním. Manžel jí hned po aktu slíbil, že k tomuto bude docházet jen zřídka, protože se lekl její náhlé bledosti.
V. Páral, Milenci a vrazi, str. 152
Při defloraci mladým hezkým ženatým internistou cítila Broňa jen bolest a strach před otěhotněním. Internista jí hned po aktu poskytl odbornou pomoc a napsal jí recept na jisté užívání.
V. Páral, Milenci a vrazi, str. 412
Při defloraci mladým hezkým ústeckým spisovatelem morálně pobuřujících knih cítila Yveta jen bolest a strach před otěhotněním. Spisovatel jí hned po aktu tajemně cosi napsal na tuhou bílou kartičku, kterou zalepil do bílé obálky, a žádal ji, aby si to okamžitě jela přečíst domů, protože mu dívčin pláč šel na nervy.
V. Páral, Milenci a vrazi, str. 450

## Filmová adaptace
Filmovou adaptaci románu s názvem Milenci & Vrazi natočil český režisér Viktor Polesný v roce 2004. Do hlavních rolí obsadil Ondřeje Vetchého, Zuzanu Norisovou, Jiřího Langmajera, Zlatu Adamovskou, Danicu Jurčovou, Jakuba Prachaře, Kristýnu Kloubkovou a Veroniku Žilkovou.